# Thomas Cronan
Thomas Cronan (Estados Unidos, 24 de abril de 1885-16 de diciembre de 1962) fue un atleta estadounidense, especialista en la prueba de triple salto en la que llegó a ser medallista de bronce olímpico en 1906.

## Carrera deportiva
En los JJ. OO. de Atenas 1906 ganó la medalla de bronce en el triple salto, quedando en el podio tras los atletas británicos Peter O'Connor (oro) y Con Leahy (plata).